# プロ野球スピリッツ2012
『プロ野球スピリッツ2012』（ぷろやきゅうスピリッツにせんじゅうに）は、パワプロプロダクションが開発、コナミデジタルエンタテインメントから2012年3月29日に発売されたPlayStation 3、PlayStation Vita、PlayStation Portable用ゲームソフト。プロ野球スピリッツ2004から数えてシリーズ11作目にあたる。
前作『プロ野球スピリッツ2011』はPS3、ニンテンドー3DS、PSPでの発売だったが、今作はPS3、PS Vita、PSPのトリプルプラットフォームでの発売。なお、3ハードとも発売日は同じで、プロ野球開幕前日の発売となった。キャッチコピーは「魂を燃やせ。」

## パッケージ
プロ野球スピリッツシリーズのパッケージ表紙は、前年に活躍した選手の写真が1チームにつき1人載ることが通例となっている。プロ野球スピリッツ2012においてパッケージの表紙を飾った選手は、以下の12名。
- 福岡ソフトバンクホークス・内川聖一
- 北海道日本ハムファイターズ・中田翔
- 埼玉西武ライオンズ・中村剛也
- オリックス・バファローズ・後藤光尊
- 東北楽天ゴールデンイーグルス・田中将大
- 千葉ロッテマリーンズ・唐川侑己
- 中日ドラゴンズ・浅尾拓也
- 東京ヤクルトスワローズ・畠山和洋
- 読売ジャイアンツ・長野久義
- 阪神タイガース・藤川球児
- 広島東洋カープ・栗原健太
- 横浜DeNAベイスターズ・山口俊

## 声の出演
- 野手解説：田尾安志、達川光男
- 投手解説：黒木知宏
- 戦術解説：伊東勤
- 実況：山口富士夫

プロ野球スピリッツ5以来となる4人体制で、これまでのプロ野球スピリッツ同様田尾か達川のどちらかからしか選ぶ事が出来ず、黒木と伊東は必ず解説する為プロ野球スピリッツ史上初の3人が同時に解説を務める。

## モード
今作はハードによって収録されているモードとされていないモードがそれぞれ分かれている（コミュニティがPS Vita版のみなど）。
プロスピ入門（PS3/PS Vita/PSP）
初心者が投球・打撃・守備・走塁の基本操作を習得するためのモード。
トレーニング（PS3/PS Vita/PSP）
実践を想定したシチュエーションで練習できる。
対戦（PS3/PS Vita/PSP）
お好みの設定で1試合をプレイできる。今作からは雨天試合が導入されている。
スピリッツ（PS3/PS Vita/PSP）
今作から完全リニューアルとなった。「対決チャレンジ」「チームチャレンジ」「カードチャレンジ」の3種類から選手育成が可能。
ペナントレース（PS3/PS Vita/PSP）
最長20年のプレイが可能。今作からはドラフト会議への参加やFAでの選手移籍が楽しめる。
クライマックス（PS3/PS Vita/PSP）
好きなチーム、好きな設定でクライマックスシリーズを楽しめる。
オンライン（PS3/PS Vita）
アクションモードと監督モードでプレイ可能。また、監督モードには新しく対戦が自動で進行する「スピリーグ」が登場。今作のオンライン対戦モードは2013年6月3日23時59分をもって終了した。
アドホック（PS Vita/PSP）
2台の本体で通信対戦が可能。
スタープレイヤー（PS3/PS Vita/PSP）
最大20年の選手生活を体験できる。2軍からスタートし、結果を残しながら1軍昇格を目指す。オリジナル選手や実在選手でのプレイも可能。
コミュニティ（PS Vita）
他のプレイヤーとプロフィール交換ができる。また、ゲーム内で作成したオリジナル選手の交換ができる。
グランプリ（PS3/PS Vita/PSP）
選手カードを集めてチームを作り、監督として勝利に導く。
ホームラン競争（PS3/PS Vita/PSP）
シリーズ恒例のモード。VPチャレンジで大量のVPを手に入れられる。
ユーティリティ（PS3/PS Vita/PSP）
データ確認や選手の編成を変更できる。
VPショップ（PS3/PS Vita/PSP）
集めたVPで選手能力の覚醒や要素の購入ができる。

## 前作からの変更・追加点
追加点

- 新球団の横浜DeNAベイスターズに完全対応。
- シリーズ初となる追加選手のダウンロード配信（発売時に収録されていない選手(収録選手参照)）。追加選手セットの第1弾が5月10日にPlayStation Storeで配信された（800円）。また、追加選手セットの第2弾も配信された。（追加選手セット第1弾を購入している場合は200円、購入していない場合は1000円）
- 前作の解説陣のほか、今作より伊東勤が解説に加わり、『プロ野球スピリッツ5完全版』以来4作ぶりに解説が4人になった。
- シリーズ初の雨天試合導入。
- 前作までの「スターダム」モードが「スタープレイヤー」モードに進化し、1人のプロ野球選手として最長20年のプレイが可能となった。なお、今作はPSPでもフィールドプレイが可能になった。
- スピリッツモードに短時間で選手作成ができる「カードチャレンジ」が追加。
- 試合前のオーダー画面で選手能力やポジションを確認できるようになる。
- 選手のモーションが大幅に追加され、感情表現や固有のモーションや各球団の特徴をリアルに再現。
- スライディング等により、選手のユニフォームが土で汚れるようになった。また、試合経過に応じて、グラウンドの土の部分に足跡が追加されていくようになった。
- 試合終了後に試合のハイライトシーンが映し出されるようになった。
- 2011年セ・リーグ優勝の中日ドラゴンズのユニフォームにチャンピオン・エンブレムの授与が再現されている。

変更点

- グラフィックが一新され、カウント表示が前々作･プロ野球スピリッツ2010に近い表記に戻った。また、得点が入った際の表示や選手名表示の変更もなされている。
- 各選手の能力・タイプに応じた様々な打球を再現し、走塁・守備・打撃・投球、全てのAIを刷新。
- 対戦モードなどで前々作以来の選手の調子設定（ハンディ）が可能となった。
- パワプロから移籍した選手の覚醒が可能。
- 隠しコマンドのHRパフォーマンスに変化が見られた（ソフトバンク・内川聖一のあごタッチが再現されている等）。
- 前作まではPS3版のみだったアップデートが今作からPS Vita版でも4月23日から実行できるようになった（しかし発売前のお知らせにはそのような情報はない）。
- ヒーローインタビューの背景が球団マークになり、ビジターチームが勝った際にもヒーローインタビューが行われる。
- ボールの反発係数が前作のものより下げられ、2011年から導入された統一球に対応した。
- 公式にはアナウンスされていないが、ストライクゾーンが広めになっている。

## 収録選手
2012年2月1日現在でのNPB所属12球団の支配下登録全選手（育成枠で契約している選手を除く）が収録されている。そのため、それ以降に起きた以下の選手の移籍・入団・退団は初期データでは反映されていない。
トレードで移籍した選手

- 江草仁貴（埼玉西武ライオンズ）⇔嶋重宣（広島東洋カープ）
- 今成亮太（北海道日本ハムファイターズ）⇔若竹竜士（阪神タイガース）
- 久米勇紀、立岡宗一郎（福岡ソフトバンクホークス）⇔レビ・ロメロ、福元淳史（読売ジャイアンツ）
- 内村賢介（東北楽天ゴールデンイーグルス）⇔藤田一也（横浜DeNAベイスターズ）

育成選手からの支配下登録
全選手が追加セット第二弾で反映されている
- ジム・ハウザー（東北楽天ゴールデンイーグルス）
- 川口隼人（東北楽天ゴールデンイーグルス）
- 大立恭平（読売ジャイアンツ）
- 千賀滉大（福岡ソフトバンクホークス）
- 河内貴哉（広島東洋カープ）
- 菊地原毅（広島東洋カープ）
- 藤原紘通（東北楽天ゴールデンイーグルス）
- 柳瀬明宏（福岡ソフトバンクホークス）
- 牧原大成（福岡ソフトバンクホークス）
- 山本和作（読売ジャイアンツ）
- 中村憲（広島東洋カープ）
- ロバート・ザラテ（阪神タイガース）
- 玉置隆（阪神タイガース）
- 中田祥多（埼玉西武ライオンズ）
- 二保旭（福岡ソフトバンクホークス）
- 岸敬祐（読売ジャイアンツ）
- 河野元貴（読売ジャイアンツ）
- ウーゴ（東京ヤクルトスワローズ）
- 角晃多（千葉ロッテマリーンズ）

新入団選手（移籍・復帰選手も含む）

追加選手セット第一弾で反映された選手
- ホルヘ・ソーサ（中日ドラゴンズ）
- 下柳剛（東北楽天ゴールデンイーグルス）
- ブラッド・ペニー（福岡ソフトバンクホークス）
- ビクトル・ディアス（中日ドラゴンズ）
- オスカー・サラサー（横浜DeNAベイスターズ）
- 岡島秀樹（福岡ソフトバンクホークス）
- 真田裕貴（読売ジャイアンツ）
- 井川慶（オリックス・バファローズ）

追加選手セット第二弾で反映された選手
- エドガー・ゴンザレス（読売ジャイアンツ）
- ボビー・スケールズ（オリックス・バファローズ）
- ホセ・オーティズ（埼玉西武ライオンズ）
- ランディ・ルイーズ（横浜DeNAベイスターズ）
- テリー・ドイル（福岡ソフトバンクホークス）
- ブラッド・エルドレッド（広島東洋カープ）
- ボビー・クレイマー（横浜DeNAベイスターズ）
- アレッサンドロ・マエストリ（オリックス・バファローズ）
- ブレット・ハーパー（東北楽天ゴールデンイーグルス）
- ダスティン・モルケン（北海道日本ハムファイターズ）
- ウィル・レデズマ（千葉ロッテマリーンズ）
- ダグ・マシス（千葉ロッテマリーンズ）
- ブランドン・アレン（福岡ソフトバンクホークス）
- ブランドン・ダックワース（東北楽天ゴールデンイーグルス）

シーズン途中で引退・退団した選手

- クレイトン・ハミルトン（横浜DeNAベイスターズ）
- 大沼幸二（横浜DeNAベイスターズ）
- フレディ・バイエスタス（オリックス・バファローズ）
- アレックス・カブレラ（福岡ソフトバンクホークス）
- 堂上隼人（福岡ソフトバンクホークス）

守備位置変更の選手

- 近田怜王（福岡ソフトバンクホークス）投手→外野手
- 木村文紀（埼玉西武ライオンズ）投手→外野手

## その他
京セラドーム大阪
2012年から選手の安全確保を目的として「ソフトラバーフェンス」と呼ばれるクッション性の高いフェンスを採用し、フェンスの壁面が水色から濃紺（オリックス・バファローズのチームカラー）に変更されたが、初期データでは水色のままとなっている。
横浜スタジアム
2012年から外野フェンス上部にリボンビジョンが設置されたが、初期データでは反映されていない。
Kスタ宮城
スコアボードの選手表記に現実との乖離がある。本来ならば投手は選手枠の最下部に表示されるべきだが、今作では最上部に投手名が表記され、正しい投手の表記位置に1番打者の名前が記入された状態になっている。また、スコアボード右側の大型ビジョンが稼働していない。
オリックス・バファローズ
VPショップでは、2011年シーズンに使用された復刻ユニフォームを含めた限定ユニフォームの購入が可能であるが、オリックス・バファローズが2011年に使用した阪急ブレーブス・近鉄バファローズの復刻ユニフォームは用意されていない。
原辰徳監督
今シーズン途中から眼鏡を掛けているが、初期データでは掛けていない。
セ･リーグ6球団
8月24-26、30-9月2日に行われた「グレートセントラル」の各球団の復刻ユニホームが反映されていない。
背ネーム
中日ドラゴンズの雄太投手の背ネームが初期データでは「YUUDAI」となっているが、実際は「YUDAI」である。
選手名
オリックス・バファローズの齋藤俊雄の「齋」の字が本来は旧字体だが、本作まで新字体(「斉」)で収録されている。なお次作からは旧字体に変更されている。